# Nefronoftyza
Nefronoftyza (łac. nephronophtisis, NPH) – genetycznie uwarunkowana choroba nerek o typie dziedziczenia autosomalnym recesywnym. Najczęstsza monogenowa przyczyna schyłkowej niewydolności nerek u dzieci.
Opisano dwanaście wariantów nefronoftyzy, z czego trzy najczęściej występujące to warianty:
- młodzieńczy typu 1 (NPH1, OMIM 256100) – postać najczęstsza, spowodowany mutacją genu NPH1 na 2 chromosomie (locus 2q13), co prowadzi do utraty czynności białka nefrocystyny regulującego czynność rzęski centralnej w komórkach nabłonka cewek zbiorczych. Jest najczęstszą odmianą, a średni wiek wystąpienia mocznicy wynosi 13 lat, mogą występować zmiany pozanerkowe, które tworzą oddzielne zespoły chorobowe: Jouberta i Seniora-Loden;
- niemowlęcy typu 2 (NPH2, OMIM 602088) – spowodowany mutacją genu NPH2 na chromosomie 9 (locus 9q31) kodującego białko inwersynę, objawy niewydolności nerek pojawiają się pomiędzy 1 a 3 rokiem życia;
- młodzieńczy typu 3 (NPH3, OMIM 604387) – wywołany mutacją genu NPH3 na chromosomie 3 (locus 3q22), w którym objawy schyłkowej niewydolności nerek występują średnio w 19 roku życia.

Do nefronoftyzy zalicza się także zespół Meckela.